# Príncipe de Orange-Nassau
Príncipe de Orange-Nassau é um título nobre usado na história por membros da Casa de Orange-Nassau e atualmente continua sendo usado por membros da mesma casa real. Além do rei Willem-Alexander e da rainha Máxima, os membros da Casa Real são, em consonância com a sucessão ao trono, como paregra também príncipe ou princesa da Neerlândia.

## História

### Título do príncipe na história
O costume de levar o título de príncipe ou princesa de Orange-Nassau teve origem nos filhos e descendentes legais do príncipe Willem de Orange, que era príncipe de Orange e conde de Nassau e, portanto, fundador da casa real Orange-Nassau. Na história, o título às vezes era alternado como "Príncipe de Orange e Nassau" ou "Príncipe de Orange Nassau", sem hífen. Embora seu uso tenha sido esporádico e inconsistente a princípio, sua conduta por membros da Casa de Orange-Nassau tornou-se concreta depois que Johan Willem Friso de Nassau-Dietz herdou o título de Príncipe de Orange e fundiu todas as terras e posses importantes de Nassau no Principado de Orange-Nassau. Anteriormente, o título era principalmente o nome tradicional dos filhos dos príncipes de Orange e, mais tarde, desde a monarquia, dos filhos dos reis da Neerlândia. Desde o reinado da rainha Wilhelmina, o título foi oficialmente codificado e seu uso foi registrado por decreto real.

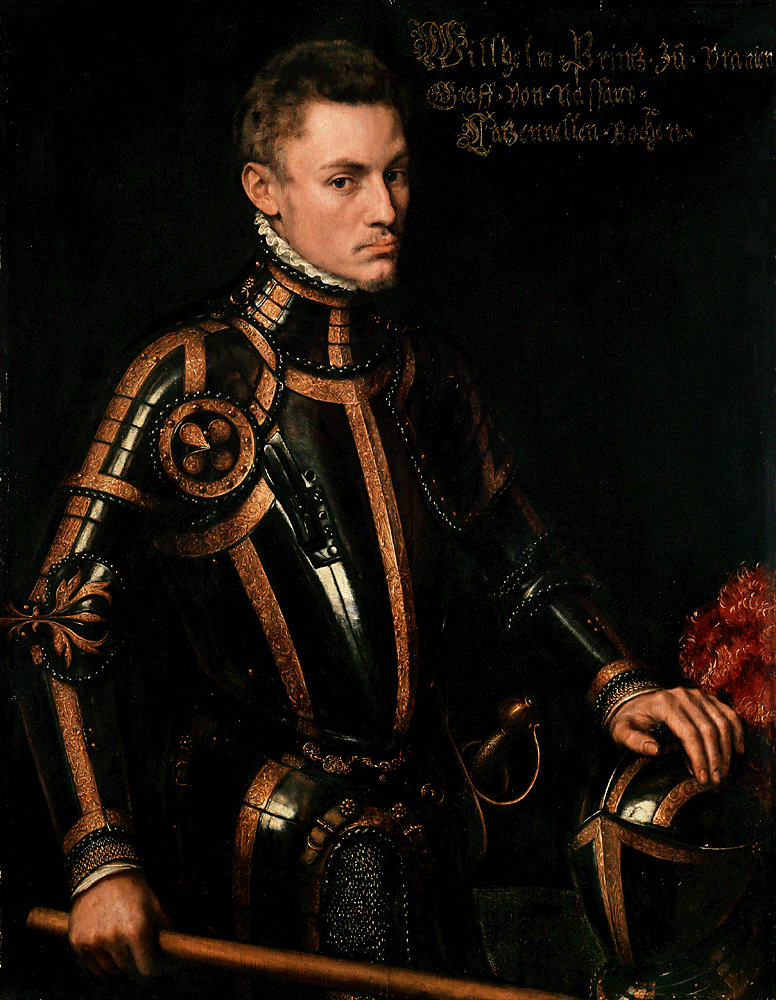
Willem, Príncipe de Orange e Conde de Nassau fundador da Casa Real de Orange-Nassau.

Para além disso, desde 1815, os herdeiros aparentes do trono levam o título de Príncipe de Orange. Depois veio o sucessor para o sucessor o título de Príncipe Hereditário de Orange, porém esse é um título histórico e não oficial.

### Título da princesa desde 1937
Em 1901, a rainha Wilhelmina casou-se com Hendrik de Mecklemburgo-Schwerin e, com isso, o elemento "Nassau" ameaçou se perder do nome "de Orange-Nassau". No entanto, isso foi evitado invocando um tratado que os vários ramos da Casa Nassau haviam concluído em 1736. A rainha Wilhelmina então determinou, por decreto real, em 1937, que o nome "de Orange-Nassau" seria usado por todos os filhos da (então) princesa Juliana com e além do nome que derivam do gênero de seu pai. Como resultado, todos os filhos de Juliana tiveram o título de príncipe ou princesa de Orange-Nassau.

### Título do príncipe desde 2002
A Royal House Membership Act de 30 de maio de 2002 regula quem é membro da Casa Real e os títulos relacionados. De acordo com essa lei, o rei da Neerlândia e seu sucessor presumido, são príncipes(a) de Orange, e o(a) monarca que renunciou ao trono têm o título de príncipe(a) de Orange-Nassau como título hereditário. Outros membros da Família Real podem receber este título por decreto real, seja como título pessoal e não hereditário. Também por decreto real, o título pessoal de príncipe de Orange-Nassau pode ser concedido a ex-membros da família real.

## Títulos derivados: Conde de Orange-Nassau
No casamento do príncipe Constantijn e Laurentien Brinkhorst em 2001, o governo neerlandês decidiu limitar a concessão do título do 
príncipe. Constantijn casou-se sem permissão do parlamento e, portanto, perdeu o título de "Príncipe da Neerlândia" com base no Royal House Membership Act 2002. Ele manteve seu título pessoal "Prince de Orange-Nassau" com o título de Alteza Real. Ele também permaneceu "Senhor de Amsberg" e recebeu o título hereditário "Conde de Orange-Nassau". Seus filhos, Eloise, Claus-Casimir e Leonore, receberam o nobre título de conde ou condessa de Orange-Nassau, além da designação do Senhor ou Senhora de Amsberg. Luana e Zaria, as filhas do príncipe Friso e Mabel Wisse Smit também carregam apenas esse título e a designação. O sobrenome do príncipe Friso e suas filhas foi estabelecido como "de Oranje-Nassau e Amsberg".
Embora o Senado e a Câmara dos Representantes concordassem com a decisão do governo de restringir a concessão do título de príncipe, houve perguntas. Por exemplo, o VVD (Partido Popular para a Liberdade e Democracia) não viu por que os filhos do príncipe Constantijn tinham a ver com o conde enquanto o pai era um príncipe e, em teoria, eles ainda podem ser chamados ao trono. O VVD também encontrou o nome e o título na casa real como "incoerentes". D66 (Democratas 66)se perguntou se isso não violava a lei da nobreza e a União Cristã falou em "loucura". Afinal, o título de príncipe não hereditário também foi concedido aos filhos da princesa Margriet.

## Príncipes de Orange-Nassau (1937–presente)
| Príncipe                                       | Príncipe            | Nascimento                      | Falecimento           | Relação com o monarca | Direito    | Títulos                         |
| ---------------------------------------------- | ------------------- | ------------------------------- | --------------------- | --------------------- | ---------- | ------------------------------- |
| Bernardo de Lipa-Biesterfeld                   | Bernardo            | 29 de junho de 1911 Jena        | 1 de dezembro de 2004 | Genro                 | Casamento  | Príncipe Consorte (1948–1980)   |
| Claus, Príncipe Consorte dos Países Baixos     | Claus               | 6 de setembro de 1926 Hitzacker | 6 de outubro de 2002  | Genro                 | Casamento  | Príncipe Consorte (1980–2002)   |
| Guilherme Alexandre, Príncipe de Orange-Nassau | Guilherme Alexandre | 27 de abril de 1967             |                       | Neto                  | Nascimento | Rei dos Países Baixos (2013–)   |
| Maurício, Príncipe de Orange-Nassau            | Maurício            | 17 de abril de 1968             |                       | Neto                  | Nascimento | Príncipe de Vollenhoven (1968–) |
| João Friso, Príncipe de Orange-Nassau          | João Friso          | 25 de setembro de 1968          | 12 de agosto de 2013  | Neto                  | Nascimento |                                 |
| Constantino, Príncipe de Orange-Nassau         | Constantino         | 11 de outubro de 1969           |                       | Neto                  | Nascimento |                                 |
| Bernardo, Príncipe de Orange-Nassau            | Bernardo            | 25 de dezembro de 1969          |                       | Neto                  | Nascimento | Príncipe de Vollenhoven (1969–) |